# Chiesa di San Nicolò Vescovo (Pocenia)
La chiesa di San Nicolò Vescovo, detta anche solo chiesa di San Nicolò, è la parrocchiale di Pocenia, in provincia e arcidiocesi di Udine; fa parte della forania della Bassa Friulana.

## Storia
Originariamente la cappella di Pocenia dipendeva direttamente dalla pieve di Santo Stefano di Palazzolo; nel 1570 la comunità del paese fu eretta a parrocchia autonoma, affrancandosi così dalla matrice.
Tra il 1774 e il 1777 venne costruita la nuova parrocchiale neoclassica, che fu poi consacrata dal arcivescovo di Udine Pietro Antonio Zorzi il 14 maggio 1796.
Il campanile venne eretto nell'Ottocento lì dove v'erano i resti di una antica torre fortificata; nel 1977 la chiesa fu consolidata e ristrutturata e negli anni ottanta si provvide ad adeguarla alle norme postconciliari con l'installazione dell'ambone e dell'altare rivolto verso l'assemblea.

## Descrizione

### Esterno

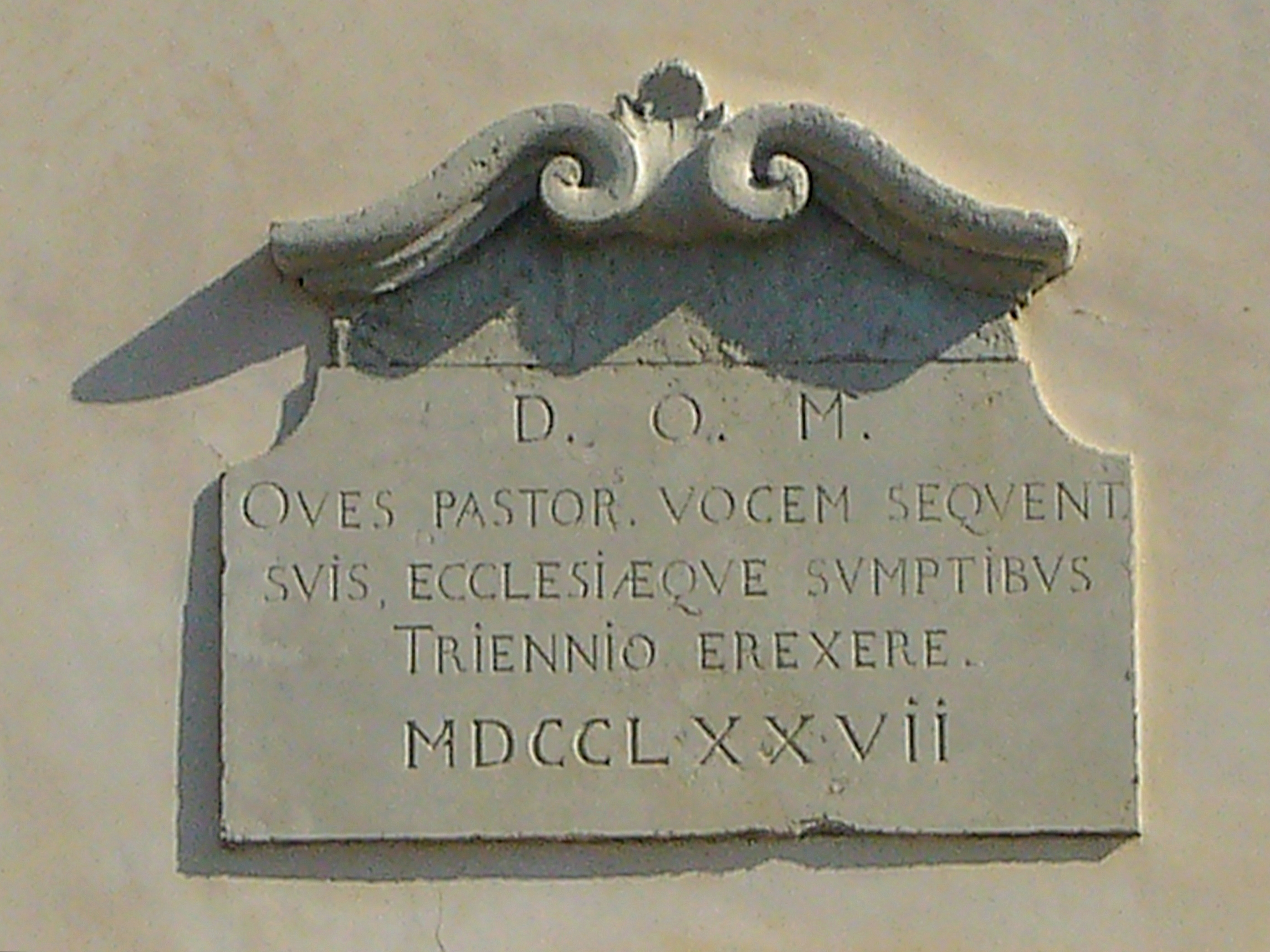
La lapide posta sopra il portale

La facciata a capanna della chiesa, rivolta a mezzogiorno, presenta centralmente il portale d'ingresso sormontato dal timpanetto semicircolare e da una lapide recante la scritta "DOM / Oves pastor vocem sequent. / suis ecclesiæque sumptibus / triennio erexere / MDCCLXXVII", ed è scandita da quattro paraste ioniche sorreggenti la trabeazione con fregio liscio e il timpano di forma triangolare, nel quale vi è un oculo quadrilobato murato.

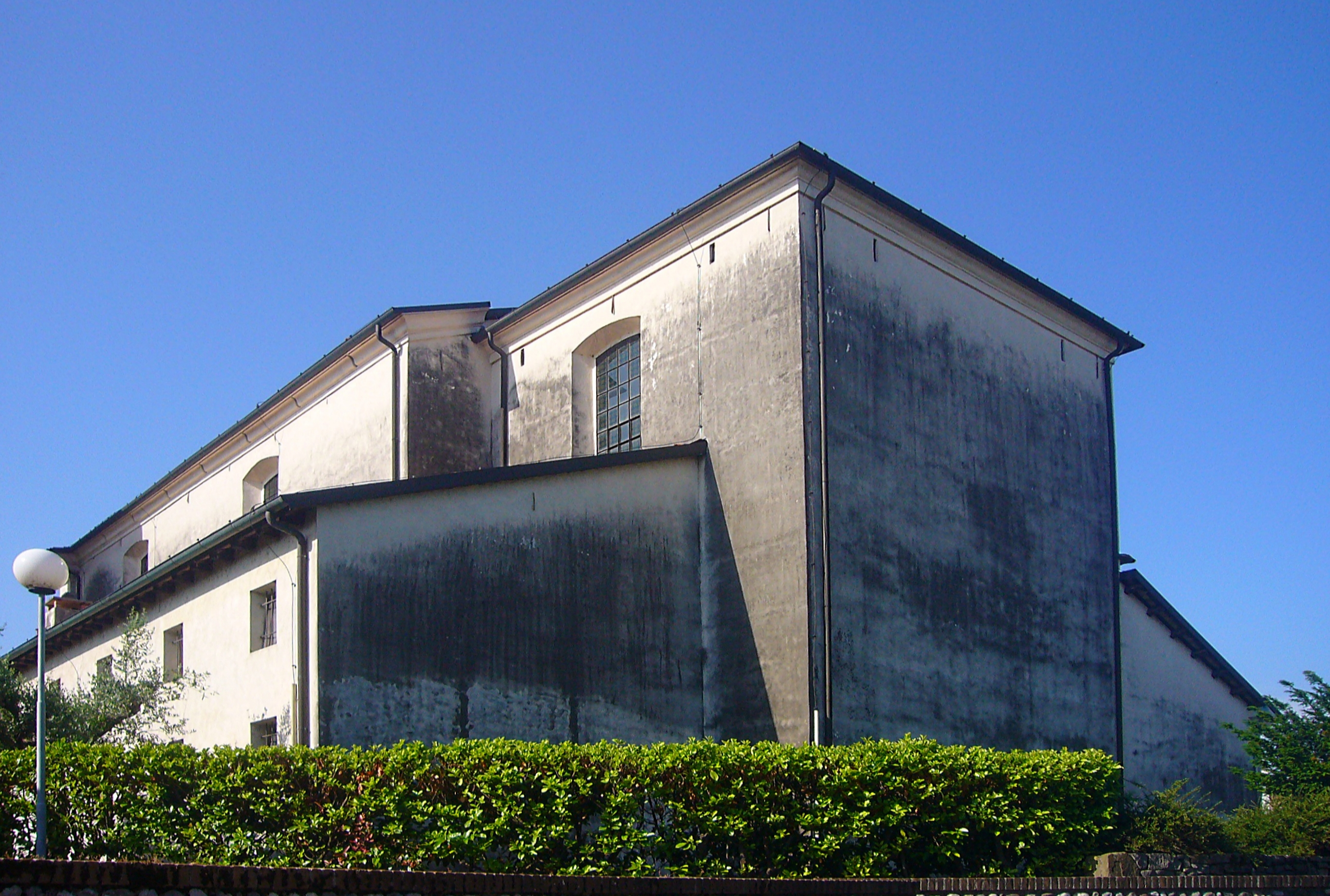
Il retro della chiesa

Vicino alla parrocchiale sorge il campanile a base quadrata, la cui struttura, in cemento armato, è rivestita in pietra; la cella presenta su ogni lato una bifora ed è coperta dal tetto quattro falde.

### Interno
L'interno dell'edificio si compone di un'unica navata a pianta rettangolare, sulla quale si affacciano le cappelle laterali ospitanti gli altari minori e le cui pareti sono scandite da lesene d'ordine ionico sorreggenti il cornicione modanata e aggettante sopra il quale si imposta la volta a botte ribassata; al termine dell'aula si sviluppa il presbiterio, introdotto da un arco a tutto sesto, voltato a vela e chiuso dalla parete di fondo piatta.